# Башклисе
Башклисе (на гръцки: Πρωτοκκλήσι, Протоклиси, катаревуса: Πρωτοκκλήσιον, Протоклисион, името на селото идва от турското: Başkilise, в превод и двете имена означават главна църква) е село в Западна Тракия, Гърция, част от демова секция Малък Дервент, в дем Софлу, област Източна Македония и Тракия. По данни от 2001 г. има 669 жители.

## История
Според предания село Башклисе е основано от българи, от рода на Карите, преселници от Чирпанско във втората половина на 18 век. От рода на Карите е и най-известната личност на селото революционерът Пано Ангелов. В 19 век Башклисе заедно с Караклисе и Крушево е едно от трите български села в Димотишка каза на Османската империя. В „Етнография на вилаетите Адрианопол, Монастир и Салоника“, издадена в Константинопол в 1878 година и отразяваща статистиката на населението от 1873 Башкилисе (Bachkilissé) е посочено като село със 105 домакинства и 510 жители българи.
През 80-те години на XIX век в селото функционира българско начално училище. През учебната 1886 – 1887 година в него се обучават 28 ученици.
В подготовката на Илинденско-Преображенското въстание (1903 г.) в Башклисе е създаден революционен комитет.
Преди Балканските войни село Башклисе е изцяло българско християнско село в района на Софлу. В 1830 година то има 100 български къщи, в 1878 и 1912 – 105, а в 1920 – 55. В демографската статистиката на професор Любомир Милетич от 1912 година е посочено, че селото има 100 екзархийски български семейства.
През юли и август 1913 година Башклисе е неколкоратно разграбвано от турска войска и башибозук. 36 негови жители са избити. Селото е изселено принудително от турските власти в територията на България от преди 1912 година, но през 1914 година възстановената българска администрация връща в Западна Тракия част от жителите на Башклисе и им предоставя за заселване напуснатите турски села Чомлекчи и Окуф, откъдето те окончателно се изселват след 1920 година.

## Личности
Родени в Башклисе
- Пано Ангелов (1879 – 1903), български революционер

Починали в Башклисе
- Георги Георгиев (? – 1904), деец на ВМОРО